# A Head Full of Dreams Tour
A Head Full of Dreams Tour fue la sexta gira de conciertos de la banda de rock británica Coldplay. En la gira se promocionaron el material de su  séptimo álbum de estudio, A Head Full of Dreams (2015) y el de su duodécimo EP, Kaleidoscope (2017). El primer concierto se realizó en Argentina, en el Estadio Único de La Plata en La Plata, el 31 de marzo de 2016 y finalizó en el mismo estadio el 15 de noviembre de 2017. Con una recaudación de $523,033,675, A Head Full of Dreams Tour es actualmente la quinta gira con mayor recaudación en la historia.

## Antecedentes
Luego de haberse tomado un descanso de las giras y los escenarios por 3 años, el 27 de noviembre de 2015, Coldplay anunció las primeras fechas para las primeras etapas de la gira en Latinoamérica y Europa del "A Head Full of Dreams Tour" a través de su página web oficial, con 27 espectáculos confirmados en varios países de América Latina y Europa en el año 2016.
En diciembre del 2015, la banda anunció que añadirían más fechas en Londres, resultando en cuatro fechas en el estadio Wembley. El mismo mes, mientras eran entrevistado en The Late Late Show con James Corden , la banda anunció que la gira también visitaría Asia y América del Norte.

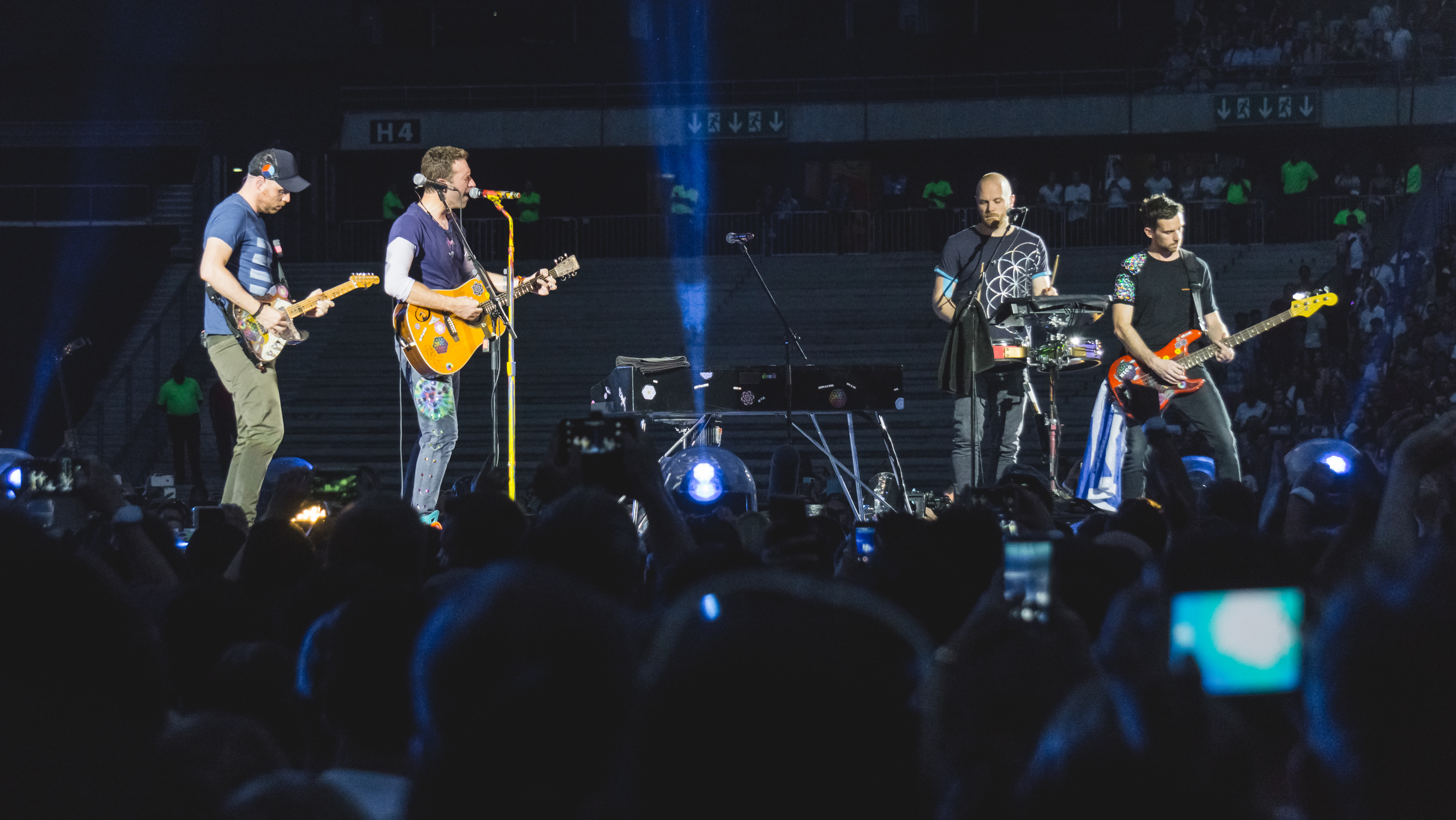
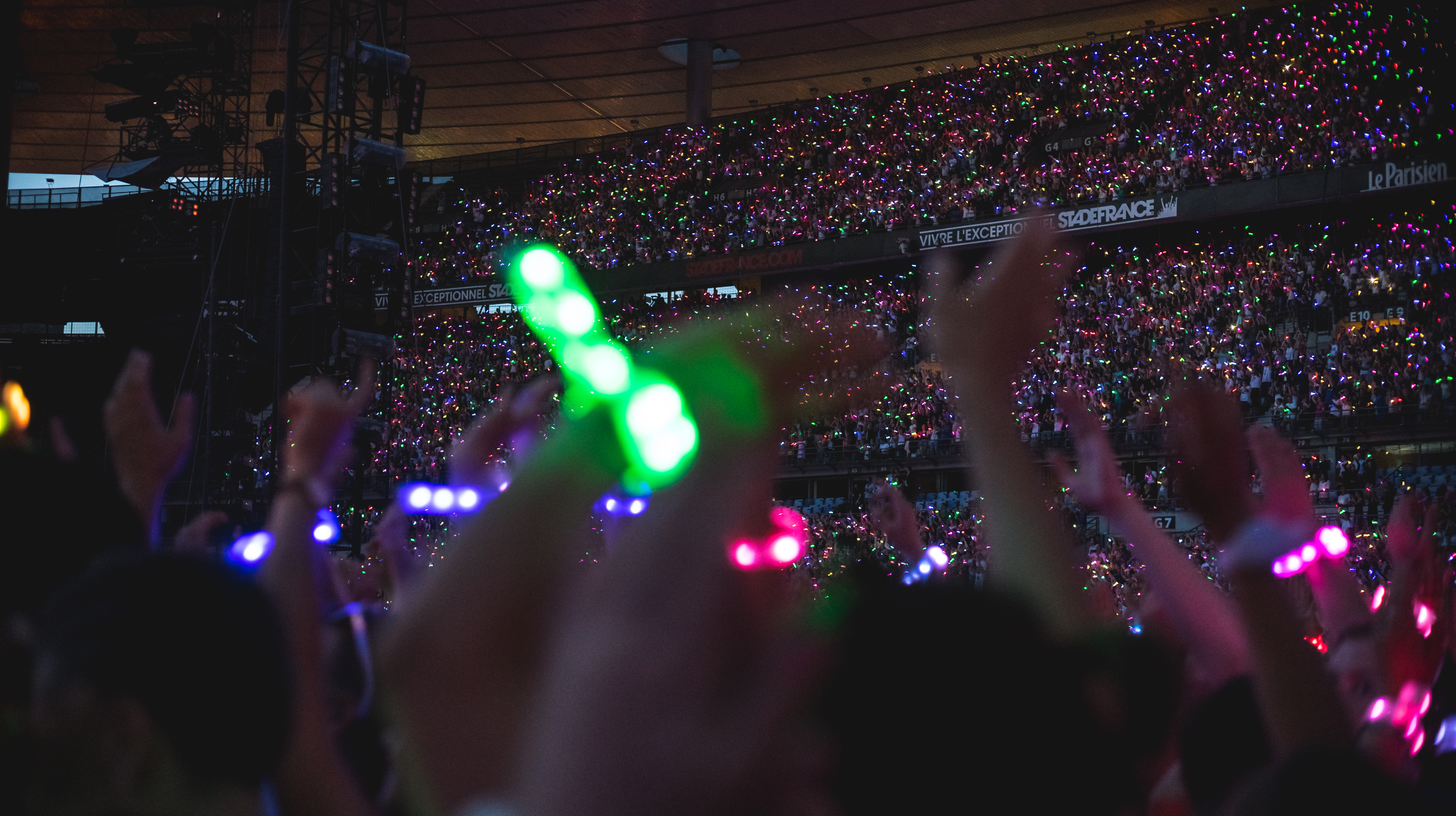
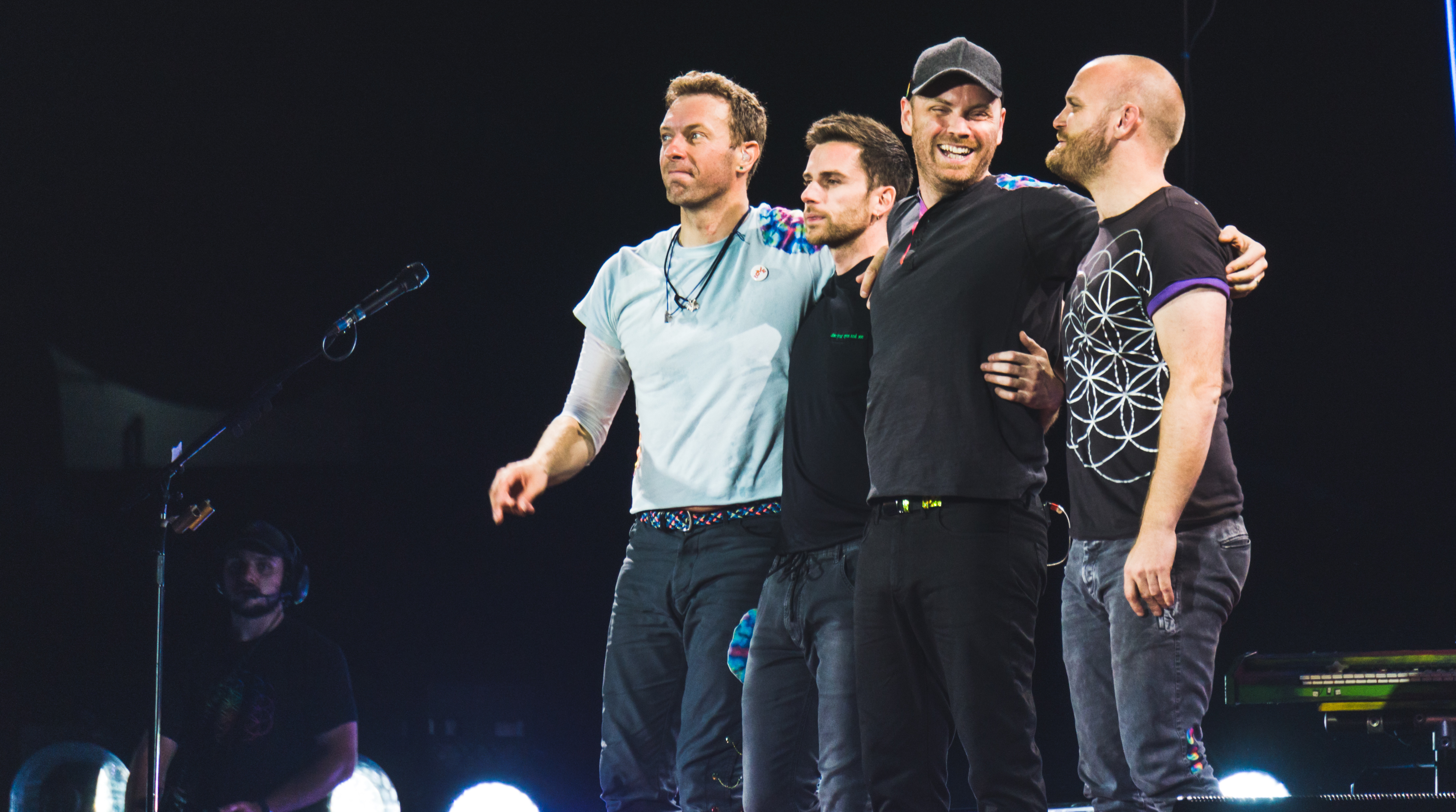
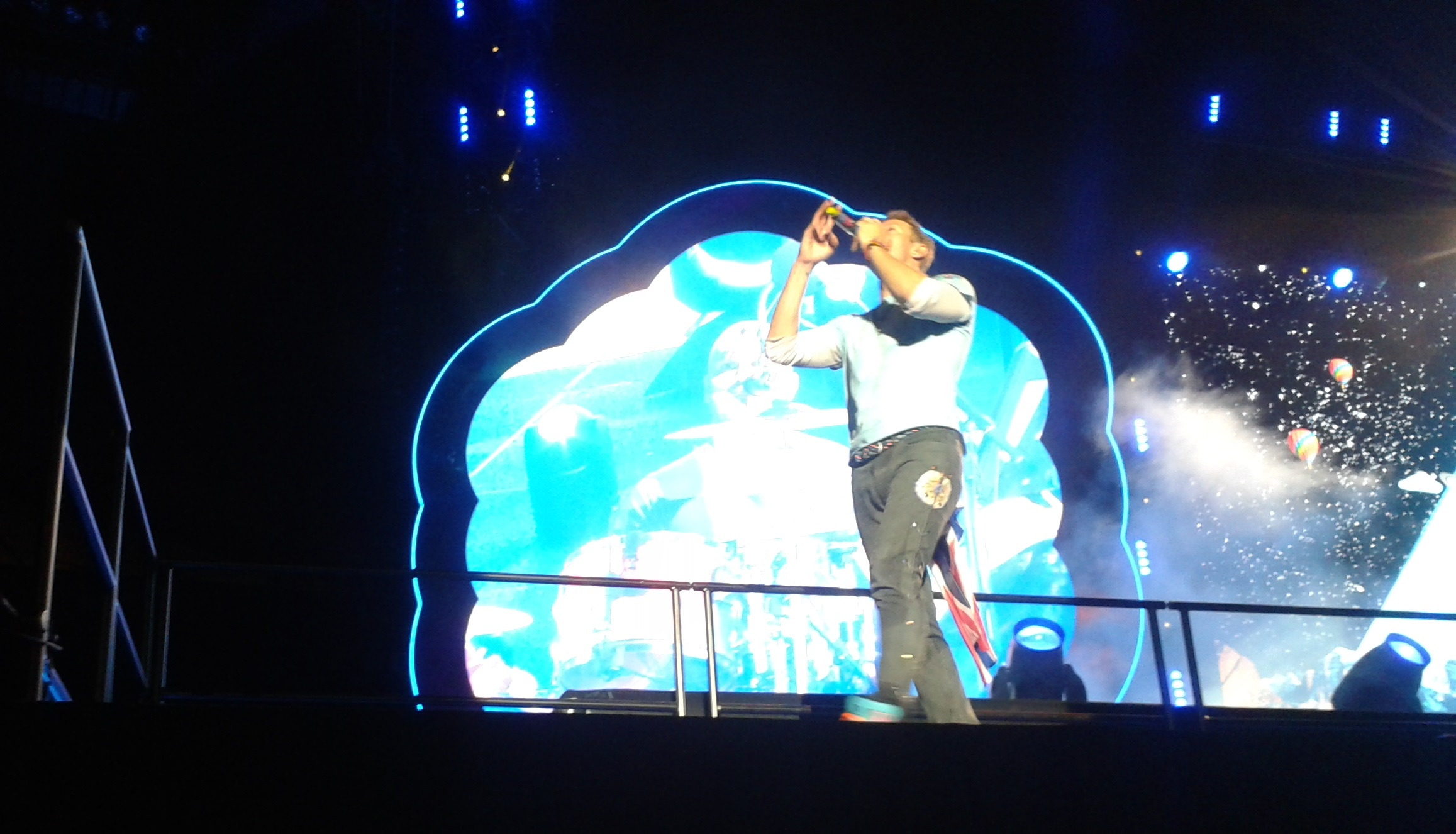
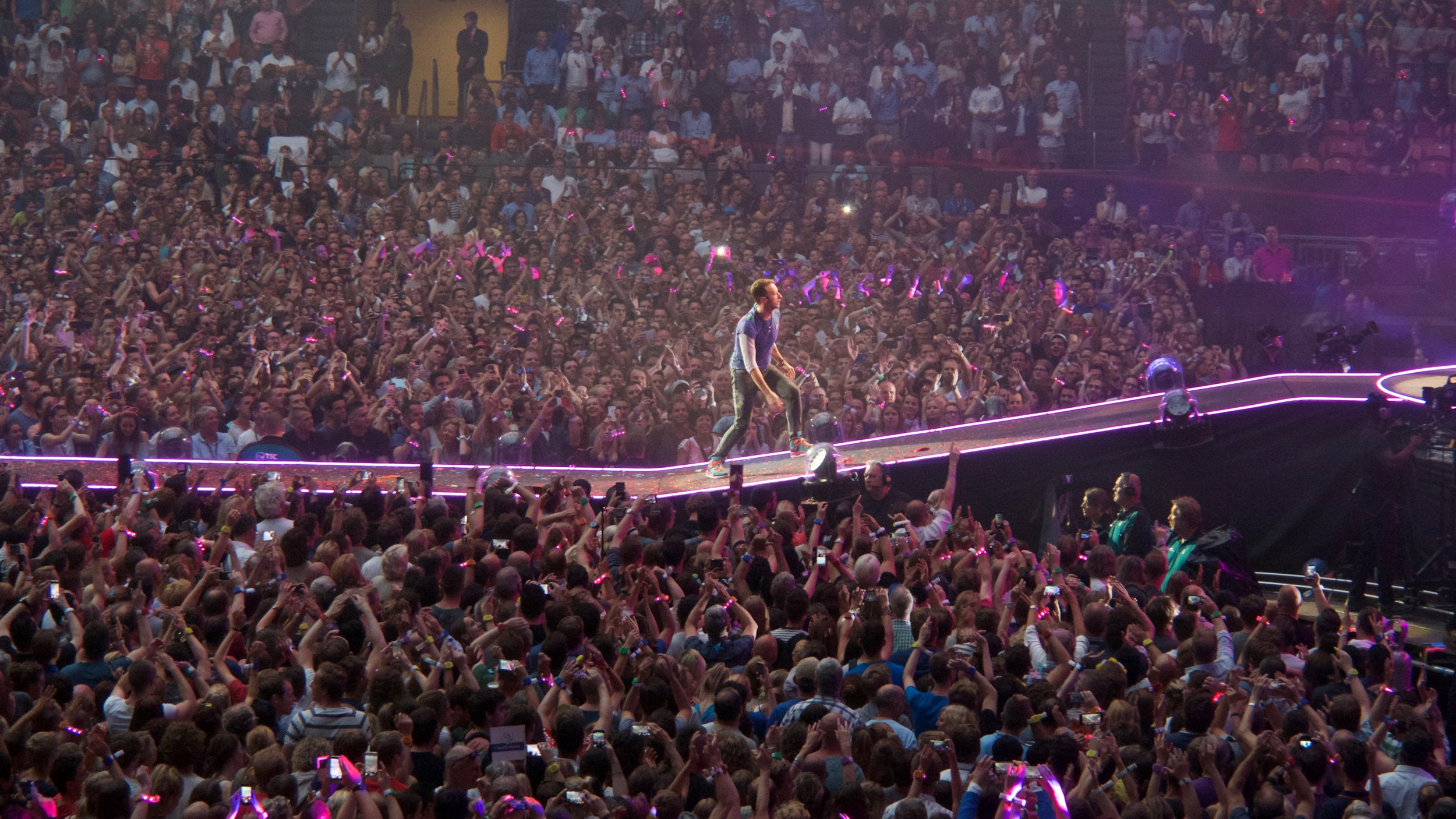

## Teloneros
- Lianne La Havas (Latinoamérica, todo el trayecto)[2](Europa, todo el trayecto; excepto Zúrich (1.ª fecha) y Estocolmo)[3]
- HANA (La Plata—Argentina)[2]
- María Colores (Santiago—Chile)[2]
- Gala Briê (Lima—Perú)[2]
- Tiê (Sao Paulo - Río de Janeiro—Brasil)[2]
- Elsa y Elmar (Bogotá—Colombia)[2]
- Ximena Sariñana (México D. F.—México, las tres fechas)[2]
- Alessia Cara (Europa, todo el trayecto; excepto Zúrich (1.ª fecha) y Londres (2.ª y 3.ª fecha))[3]
- Foxes (Zúrich—Suiza, 1.ª fecha)[3]
- Birdy (Estocolmo—Suecia)[3]
- Lea Lu (Zúrich—Suiza, 1.ª fecha)[3]
- Reef (Londres—Inglaterra, 2.ª y 3.ª fecha)[3]
- Jess Kent (Auckland, Nueva Zelanda. Brisbane, Australia. Melbourne, Australia. Sídney, Australia. Singapur. Manila, Filipinas. Bangkok, Tailandia. Taipéi, Taiwán. Seúl, Corea del Sur)
- RADWIMPS (Tokio—Japón)[2]
- AlunaGeorge (Norteamérica)
- Izzy Bizu (Norteamérica)
- Tove Lo (Norteamérica)
- Alina Baraz (Norteamérica)
- Jon Hopkins (São Paulo, Porto Alegre y La Plata)
- Tati Portella (Porto Alegre)
- Dua Lipa (São Paulo -2.ª fecha-, Porto Alegre y La Plata)
- Oriana (La Plata)

## Lista de canciones
| Repertorio de Latinoamérica - Primera Etapa (2016) |
| --- |
| Repertorio principal: 1. «Color Spectrum» (introducción instrumental - contiene el speech final de Charles Chaplin en la película "El Gran Dictador") 2. «A Head Full of Dreams» 3. «Yellow» 4. «Every Teardrop Is a Waterfall» 5. «The Scientist» 6. «Birds» (Con Intro de «Oceans») 7. «Paradise» (Con Remix Final) 8. «Everglow» 9. «Magic» 10. «Army of One» 11. «Clocks» 12. «Midnight» (Parcial) 13. «Charlie Brown» 14. «Hymn for the Weekend» 15. «Fix You» 16. «Heroes» (cover de David Bowie) 17. «Viva la vida» 18. «Adventure of a Lifetime» 19. «Kaleidoscope»(interludio instrumental) 20. «Musica Ligera» (tocada en segunda visita a argentina) 21. «Variable» (Aleatoria - Canción acústica distinta en cada país) 22. «Request» (Canción elegida por la audiencia en cada país, se tocaba en formato acústico) Encore: 1. «Amazing Day» 2. «A Sky Full of Stars» 3. «Up&Up» 4. «O (Fly On)» (Créditos finales) Notas - Previo al inicio de cada concierto se escuchaba la canción O mio babbino caro de Maria Callas, tras ello se mostraba el saludo de los fanáticos de cada país visitado con anterioridad. - Durante el primer concierto en el Estadio Único de La Plata, la banda interpretó «Politik» en lugar de «The Scientist». Además tocaron «Us Against the World» como canción variable. El tema elegido por la audiencia en la primera fecha fue «Green Eyes». - Durante el segundo concierto en el Estadio Único de La Plata, la banda volvió a interpretar «Politik» como parte del repertorio principal. Además tocaron «The Scientist» como canción variable. El tema elegido por la audiencia en la segunda fecha fue «Shiver». Durante el concierto grabado en el Estadio Único de La Plata, la banda toco una canción especial dedicada a argentina, también tocaron de música ligera, canción de «Soda Stereo». - Durante el concierto en el estadio Nacional de Santiago, la banda incluyó «Till Kigdom Come» y «Ring of Fire» como la canción variable, así mismo el tema elegido por la audiencia fue «Don't Panic». - Durante el concierto en el estadio Nacional de Lima, la banda incluyó «Speed of Sound» y una versión inédita de «Johnny B. Goode» (versión de Chuck Berry) como las canciones variables, así mismo Chris Martín paró la interpretación de «A Sky Full of Stars» a la mitad de la canción para que el público le cantara, en español, «Feliz Cumpleaños» a su hijo Moses, reiniciando la canción posteriormente. El tema elegido por la audiencia fue «In My Place» - Durante el concierto en Allianz Parque en Sao Paulo, la banda interpretó «Ink» en lugar de «Army of One». Además tocaron «Trouble» como la canción variable. Así mismo Chris Martín volvió a cortar la interpretación de «A Sky Full of Stars» para que dos parejas subieran al escenario y se propusieran matrimonio. El tema elegido por la audiencia fue «Speed of Sound». - Durante el concierto en el Estadio Maracaná en Río de Janeiro, la banda interpretó «Princess of China» en lugar de «Army of One». Además tocaron «Parachutes» y «Shiver» como canciones variables. El tema elegido por la audiencia fue «A Message». - Durante el concierto en el Estadio El Campín en Bogotá, la banda interpretó «God Put a Smile upon Your Face» en lugar de «Army of One». Además tocaron «Us Against the World» y «See You Soon» como canciones variables. El tema elegido por la audiencia fue «The Hardest Part». - Durante el primer concierto en el Foro Sol de Ciudad de México, la banda interpretó «Princess of China» en lugar de «Army of One». Además tocaron «Ink» y «See You Soon» como canciones variables. El tema elegido por la audiencia en la primera fecha fue «The Hardest Part». - Durante el segundo concierto en el Foro Sol de Ciudad de México, la banda interpretó «Ink» en lugar de «Army of One». Además tocaron «Don´t Panic» como canción variable. El tema elegido por la audiencia en la segunda fecha fue «A Rush of Blood to the Head». - Durante el tercer concierto en el Foro Sol de Ciudad de México, la banda volvió a interpretar «Ink» en lugar de «Army of One». Además tocaron «In My Place» y «Parachutes» como canciones variables. Así mismo se volvió a tocar el tema «A Head Full of Dreams» después de «Adventure of a Lifetime» con propósitos fílmicos. El tema elegido por la audiencia en la última fecha fue «Shiver». - Durante todo el trayecto por Latinoamérica, se volvieron a repartir las Xylobands a todo asistente a los conciertos. Junto a ello se otorgaba un Pin con la palabra «Love» grabada. Tras finalizar el show cada fanático podía decidir entre reciclar la Xyloband o llevársela como recuerdo. - Cada Xyloband encendía su luz interna según el ritmo de algunas canciones, algunos temas no interactuaban con las Xylobands (las canciones acústicas), sin embargo en otras como «Charlie Brown», «Fix You», «Paradise», «A Head Full of Dreams», «A Sky Full of Stars» mostraban todo su esplendor. |

| Repertorio de Europa - Primera Etapa (2016) |
| --- |
| Repertorio principal: 1. «Color Spectrum» (introducción instrumental - contiene el discurso final de Charles Chaplin en la película "El Gran Dictador") 2. «A Head Full of Dreams» 3. «Yellow» 4. «Every Teardrop Is a Waterfall» 5. «The Scientist» 6. «Birds» 7. «Paradise» 8. «Always in my Head» 9. «Magic» 10. «Everglow» 11. «Clocks» 12. «Midnight» (Parcial) 13. «Charlie Brown» 14. «Hymn for the Weekend» 15. «Fix You» 16. «Heroes» (cover de David Bowie) 17. «Viva la vida» 18. «Adventure of a Lifetime» 19. «Kaleidoscope»(interludio instrumental) 20. «Variable» (Aleatoria - Canción acústica distinta en cada país) 21. «Request» (Canción elegida por la audiencia en cada país, se tocaba en formato acústico) Encore: 1. «Amazing Day» 2. «A Sky Full of Stars» 3. «Up&Up» 4. «O (Fly On)» (Créditos finales) Notas - Previo al inicio de cada concierto se escuchaba la canción O mio babbino caro de Maria Callas, tras ello se mostraba el saludo de los fanáticos de cada país visitado con anterioridad incluidos los de Latinoamérica. - Durante el concierto en el Stade Charles Ehrmann de Niza, la banda interpretó «Army of One» en lugar de «Always in my Head». Además tocaron «Ink» como canción variable. El tema elegido por la audiencia en la primera fecha fue «Us Against The World». - Durante el primer concierto en el Estadio Olímpico Lluís Companys de Barcelona, la banda interpretó «Ink» en lugar de «Always in my Head». Además tocaron «Don´t Panic» como canción variable. El tema elegido por la audiencia en la segunda fecha fue «See You Soon». - Durante el segundo concierto en el Estadio Olímpico Lluís Companys de Barcelona, la banda volvió a interpretar «Ink» en lugar de «Always in my Head». Además tocaron «See You Soon» y «Johnny B. Goode» (versión de Chuck Berry) como las canciones variables, así mismo el tema elegido por la audiencia fue «Trouble». - Durante el concierto en el Veltis Arena de Gelsenkirchen, la banda interpretó «Lovers in Japan» en lugar de «Always in my Head». Además tocaron «Don´t Panic» y «See You Soon» como las canciones variables. El tema elegido por la audiencia fue «In My Place» - Durante el primer concierto en el Etihad Stadium de Mánchester, la banda interpretó «Lovers in Japan» en lugar de «Always in my Head». Además tocaron «See You Soon» como canción variable. Como antesala del concierto, la banda interpretó «Magic», «Adventure of a Lifetime» y «Up & Up» para un pequeño público privado como parte del Nova´s Red Room Global Tour. El tema elegido por la audiencia en la segunda fecha fue «Trouble». - Durante el segundo concierto en el Etihad Stadium de Mánchester, la banda volvió a interpretar «Lovers in Japan» en lugar de «Always in my Head». Además tocaron «Don´t Panic» y «See You Soon» como las canciones variables, así mismo el tema elegido por la audiencia fue «In My Place». - Durante el concierto en el Hampden Park de Glasgow, la banda interpretó «Ink» en lugar de «Always in my Head». Además tocaron «In My Place» y «See You Soon» como las canciones variables. El tema elegido por la audiencia fue «The Hardest Part» - Durante el primer concierto en Letzigrund de Zúrich, la banda interpretó «Ink» en lugar de «Always in my Head». Además tocaron «In My Place» y «See You Soon» como las canciones variables. El tema elegido por la audiencia fue «Strawberry Swing» - Durante el segundo concierto en Letzigrund de Zúrich, la banda interpretó «Lovers in Japan» en lugar de «Always in my Head». Además tocaron «See You Soon» como la canción variable, así mismo el tema elegido por la audiencia fue «Don´t Panic». - Durante el primer concierto en el Wembley Stadium de Londres, la banda interpretó «Ink» en lugar de «Always in my Head». Además tocaron «See You Soon» como las canción variable. El tema elegido por la audiencia fue «In My Place» - Durante el segundo concierto en el Wembley Stadium de Londres, la banda incluyó «Green Eyes» como la canción variable, así mismo el tema elegido por la audiencia fue «God Put a Smile upon Your Face». - Durante el tercer concierto en el Wembley Stadium de Londres, la banda interpretó «Princess of China» en lugar de «Magic». Además tocaron «Don´t Panic» y «Ring of Fire» (versión de Merle Kilgore) como las canciones variables, añadiendo «Rapsberry Beret» (versión de Prince) como parte del repertorio principal, así mismo el tema elegido por la audiencia fue «Green Eyes». - Durante el cuarto concierto en el Wembley Stadium de Londres, la banda volvió a interpretar «Princess of China» en lugar de «Magic». Además tocaron «See You Soon» como la canción variable, así mismo el tema elegido por la audiencia fue «Trouble». - Durante el primer concierto en la Arena de Ámsterdam, la banda interpretó «Princess of China» en lugar de «Magic». Además tocaron «Till Kingdom Come» como la canción variable. El tema elegido por la audiencia fue «In My Place» - Durante el segundo concierto en la Arena de Ámsterdam, la banda rindió honor a la ciudad interpretando el tema que lleva su nombre «Amsterdam» en lugar de «Magic». Además tocaron «Don´t Panic» como la canción variable. El tema elegido por la audiencia volvió a ser «In My Place» - Durante el concierto en el Olympiastadion de Berlín, la banda interpretó «Princess of China» en lugar de «Magic». Además tocaron «Till Kingdom Come» y «Don´t Panic» como las canciones variables, tras interpretar «Till Kingdom Come», la banda tocó un pequeño fragmento de la canción «Du Hast» de Rammstein. El tema elegido por la audiencia volvió a ser por tercera vez consecutiva «In My Place» - Durante el concierto en la Arena Imtech de Hamburgo, la banda interpretó «Princess of China» en lugar de «Magic». Además tocaron «Till Kingdom Come» como la canción variable, el tema elegido por la audiencia fue «Shiver» - Durante el concierto en el Friends Arena de Estocolmo. La banda incluyó «In My Place» y «God Put a Smile upon Your Face» como las canciones variables, el tema elegido por la audiencia fue «Don´t Panic» - Durante el primer concierto en el Parken Stadion de Copenhague, la banda interpretó «Princess of China» en lugar de «Magic». Además tocaron «Till Kingdom Come» y «God Put a Smile upon Your Face» como las canciones variables, el tema elegido por la audiencia fue «Shiver» - Durante el segundo concierto en el Parken Stadion de Copenhague, la banda interpretó «Princess of China» en lugar de «Magic». Además tocaron «Don´t Panic» y una versión de Prince de la canción «Sometimes it Snow in April» junto a Lianne La Havas como las canciones variables, el tema elegido por la audiencia fue «God Put a Smile upon Your Face» - Durante todo el trayecto por Europa, se volvieron a repartir unas Xylobands mejoradas a todo asistente a los conciertos. Junto a ello se otorgaba un Pin con la palabra «Love» grabada y una serie de artículos y souvenirs de la banda. Tras finalizar el show cada fanático podía decidir entre reciclar la Xyloband o llevársela como recuerdo. - Cada Xyloband encendía su luz interna según el ritmo de algunas canciones, algunos temas no interactuaban con las Xylobands (las canciones acústicas), sin embargo en otras como «Charlie Brown», «Fix You», «Paradise», «A Head Full of Dreams», «A Sy Full of Stars» mostraban todo su esplendor. Además se les añadió sonido. |

| Coldplay en el Festival de Glastonbury (Inglaterra) - 26 de junio de 2016 |
| --- |
| Repertorio principal: 1. «Color Spectrum» (introducción instrumental - contiene el discurso final de Charles Chaplin en la película "El Gran Dictador") 2. «A Head Full of Dreams» 3. «Yellow» 4. «Every Teardrop Is a Waterfall» 5. «The Scientist» 6. «Birds» 7. «Paradise» 8. «Everglow» 9. «Clocks» 10. «Midnight» (Parcial) 11. «Charlie Brown» 12. «Hymn for the Weekend» 13. «Fix You» 14. «Boys that Sing» (cover de Viola Beach) 15. «Viva la vida» 16. «Adventure of a Lifetime» 17. «Kaleidoscope»(interludio instrumental) 18. «To Love Somebody» (cover de Bee Gees) (Con Barry Gibb) 19. «Stayin' Alive» (cover de Bee Gees) (Con Barry Gibb) Encore: 1. «A Sky Full of Stars» 2. «Up&Up» 3. «My Way» (cover de Claude François) (Con Michael Eavis) Notas - Las Xylobands también fueron repartidas durante el show. |

| Repertorio de Norteamérica (Estadios) - Primera Etapa (2016) |
| --- |
| Repertorio principal: 1. «Color Spectrum» (introducción instrumental - contiene el speech final de Charles Chaplin en la película "El Gran Dictador") 2. «A Head Full of Dreams» 3. «Yellow» 4. «Every Teardrop Is a Waterfall» 5. «The Scientist» 6. «Birds» (Con Intro de «Oceans») 7. «Paradise» (Con Remix Final) 8. «Always in My Head» 9. «Princess of China» 10. «Everglow» 11. «Clocks» 12. «Midnight» (Parcial) 13. «Charlie Brown» 14. «Hymn for the Weekend» 15. «Fix You» 16. «Heroes» (cover de David Bowie) 17. «Viva la vida» 18. «Adventure of a Lifetime» 19. «Kaleidoscope»(interludio instrumental) 20. «Variable» (Aleatoria - Canción acústica distinta en cada ciudad) 21. «Request» (Canción elegida por la audiencia en cada ciudad, se tocaba en formato acústico) Encore: 1. «Amazing Day» 2. «A Sky Full of Stars» 3. «Up&Up» 4. «O (Fly On)» (Créditos finales) Notas - Previo al inicio de cada concierto se escuchaba la canción O mio babbino caro de Maria Callas, tras ello se mostraba el saludo de los fanáticos de cada país visitado con anterioridad. - Durante el primer concierto en el MetLife Stadium de Nueva York, la banda interpretó «In My Place» y «Jersey Girl» (cover de Bruce Springsteen) como las canciones variables, el tema elegido por la audiencia fue «God Put a Smile upon Your Face» - Durante el segundo concierto en el MetLife Stadium de Nueva York, la banda interpretó «Johnny B. Goode» (cover de Chuck Berry) en lugar de «Amazing Day». Además tocaron «Trouble» y «God Put a Smile upon Your Face» como las canciones variables, la petición elegida por Moses Martin fue «Earth Angel» (cover de The Penguins), el cual fue interpretado con la colaboración de Michael J. Fox. - Durante el primer concierto en el Soldier Field de Chicago, la banda incluyó la canción «Sweet Home Chicago» (cover de Robert Johnson) como parte del repertorio principal. No hubo petición ni repertorio acústico debido a una fuerte lluvia que obligó a cancelar la parte final del concierto. - Durante el segundo concierto en el Soldier Field de Chicago, la banda volvió a incluir la canción «Sweet Home Chicago» (cover de Robert Johnson) como parte del repertorio principal. Además tocaron «In My Place» y «God Put a Smile upon Your Face» como las canciones variables, el tema elegido por la audiencia fue «Don´t Panic» - Durante el concierto en el Gillette Stadium de Foxborough, la banda interpretó «God Put a Smile upon Your Face» como la canción variable además de «Ride On» (cover de Christy Moore) dedicado a Will Champion por su cumpleaños, el tema elegido por la audiencia fue «Green Eyes» - Durante el concierto en el Lincoln Financial Field de Filadelfia, la banda interpretó «Don´t Panic», «In My Place» y «Streets of Philadelphia» (cover de Bruce Springsteen) como las canciones variables, el tema elegido por la audiencia fue «Till Kingdom Come» - Durante el primer concierto en el Rose Bowl de Los Ángeles, la banda interpretó «Magic» en lugar de «Princess of China». Además tocaron «In My Place» y «God Put a Smile upon Your Face» como las canciones variables, el tema elegido por la audiencia fue «Don´t Panic». - Durante el segundo concierto en el Rose Bowl de Los Ángeles, la banda volvió a interpretar «Magic» en lugar de «Princess of China». Además tocaron «In My Place» y «Nothing Compares 2 U» (cover de Prince) como las canciones variables, también se cantó «Feliz Cumpleaños» a James Corden, el tema elegido por la audiencia fue «Till Kingdom Come». - Durante el concierto en el AT&T Stadium de Dallas, la banda volvió a interpretar «Magic» en lugar de «Princess of China». Además tocaron «Don´t Panic» y «Till Kingdom Come» como las canciones variables, el tema elegido por la audiencia fue «In My Place». - Durante el concierto en el Levi´s Stadium de Santa Clara, la banda interpretó «Always in My Head» en lugar de «Princess of China» y «Life on Mars?» (cover de David Bowie) en lugar de «Héroes». Además tocaron «In My Place» y «Don´t Panic» como las canciones variables, el tema elegido por la audiencia fue «Till Kingdom Come». - Durante todo el trayecto por Norteamérica, se volvieron a repartir unas Xylobands mejoradas a todo asistente a los conciertos. Junto a ello se otorgaba un Pin con la palabra «Love» grabada y una serie de artículos y souvenirs de la banda. Tras finalizar el show cada fanático podía decidir entre reciclar la Xyloband o llevársela como recuerdo. - Cada Xyloband encendía su luz interna según el ritmo de algunas canciones, algunos temas no interactuaban con las Xylobands (las canciones acústicas), sin embargo en otras como «Charlie Brown», «Fix You», «Paradise», «A Head Full of Dreams», «A Sy Full of Stars» mostraban todo su esplendor. Además se les añadió sonido. |

| Repertorio de Norteamérica (Coliseos y Arenas Cerradas) - Primera Etapa (2016) |
| --- |
| Repertorio principal: 1. «Color Spectrum» (introducción instrumental - contiene el speech final de Charles Chaplin en la película "El Gran Dictador") 2. «A Head Full of Dreams» 3. «Yellow» 4. «Every Teardrop Is a Waterfall» 5. «The Scientist» 6. «Birds» (Con Intro de «Oceans») 7. «Paradise» (Con Remix Final) 8. «Always in My Head» 9. «Magic» 10. «Everglow» 11. «Clocks» 12. «Midnight» (Parcial) 13. «Charlie Brown» 14. «Hymn for the Weekend» 15. «Fix You» 16. «Heroes» (cover de David Bowie) 17. «Viva la vida» 18. «Adventure of a Lifetime» 19. «Kaleidoscope»(interludio instrumental) 20. «Variable» (Aleatoria - Canción acústica distinta en cada ciudad) 21. «Request» (Canción elegida por la audiencia en cada ciudad, se tocaba en formato acústico) Encore: 1. «Amazing Day» 2. «A Sky Full of Stars» 3. «Up&Up» 4. «O (Fly On)» (Créditos finales) Notas - Previo al inicio de cada concierto se escuchaba la canción O mio babbino caro de Maria Callas, tras ello se mostraba el saludo de los fanáticos de cada país visitado con anterioridad. - Durante el concierto en el Bankers Life FieldHouse de Indianápolis, la banda interpretó «Princess of China» en lugar de «Magic». Además tocaron «God Put a Smile upon Your Face» como la canción variable, el tema elegido por la audiencia fue «Till Kingdom Come». - Durante el concierto en el Scottrade Center de Saint Louis, la banda interpretó «Don´t Panic» y «God Put a Smile upon Your Face» como las canciones variables, el tema elegido por la audiencia fue «Green Eyes». - Durante el concierto en el KFC Yum! Center de Louisville, la banda interpretó «Don´t Panic» y «Ring of Fire» (cover de Merle Kilgore) como las canciones variables, el tema elegido por la audiencia fue «Till Kingdom Come». - Durante el concierto en el Nationwide Arena de Columbus, la banda interpretó «Trouble», «Don´t Panic» y «Have I Told You Lately» (cover de Van Morrison) como las canciones variables, el tema elegido por la audiencia fue «Till Kingdom Come». - Durante el concierto en el First Niagara Center de Búfalo, la banda interpretó «In My Place» y «Till Kingdom Come» como las canciones variables, el tema elegido por la audiencia fue «Green Eyes». - Durante el concierto en The Palace of Auburn Hills de Detroit, la banda interpretó «In My Place», «Don´t Panic» y «Lose Yourself» (cover de Eminem) como las canciones variables, el tema elegido por la audiencia fue «Till Kingdom Come». - Durante el concierto en el CONSOL Energy Center de Pittsburgh, la banda interpretó «Trouble» e «In My Place» como las canciones variables, el tema elegido por la audiencia fue «See You Soon». - Durante el concierto en el Gila River Arena de Phoenix, la banda interpretó «Don´t Panic» y «Till Kingdom Come» como las canciones variables, el tema elegido por la audiencia fue «Shiver». - Durante el concierto en el BOK Center de Tulsa, la banda interpretó «Violet Hill», «Don´t Panic» y «Waitin' for a Superman» (cover de The Flaming Lips) como las canciones variables, el tema elegido por la audiencia fue «Till Kingdom Come». - Durante el concierto en el Pepsi Center de Denver, la banda interpretó «In My Place» y «Till Kingdom Come» como las canciones variables, el tema elegido por la audiencia fue «Don´t Panic». - Durante el concierto en el Vivint Smart Home Arena de Salt Lake City, la banda interpretó «Trouble» y «God Put a Smile Upon Your Face» como las canciones variables, el tema elegido por la audiencia fue «Green Eyes». - Durante el concierto en el T-Mobile Arena de Las Vegas, la banda interpretó «In My Place» y «See You Soon» como las canciones variables, el tema elegido por la audiencia fue «God Put a Smile Upon Your Face», también se interpretó un pequeño segmento de la canción «Mr. Brightside» de la banda The Killers. - Durante todo el trayecto por Norteamérica, se volvieron a repartir unas Xylobands mejoradas a todo asistente a los conciertos. Junto a ello se otorgaba un Pin con la palabra «Love» grabada y una serie de artículos y souvenirs de la banda. Tras finalizar el show cada fanático podía decidir entre reciclar la Xyloband o llevársela como recuerdo. - Cada Xyloband encendía su luz interna según el ritmo de algunas canciones, algunos temas no interactuaban con las Xylobands (las canciones acústicas), sin embargo en otras como «Charlie Brown», «Fix You», «Paradise», «A Head Full of Dreams», «A Sy Full of Stars» mostraban todo su esplendor. Además se les añadió sonido. |

| Coldplay en el Global Citizen Festival en Bombay (India) - 19 de noviembre de 2016 |
| --- |
| Repertorio principal: 1. «Color Spectrum» (introducción instrumental - contiene el speech final de Charles Chaplin en la película "El Gran Dictador") 2. «A Head Full of Dreams» 3. «Yellow» 4. «Every Teardrop Is a Waterfall» 5. «The Scientist» 6. «God Put a Smile upon Your Face» 7. «Paradise» (Con Remix Final) 8. «Always in My Head» 9. «Magic» 10. «Everglow» 11. «Clocks» 12. «Midnight» (Parcial) 13. «Charlie Brown» 14. «Hymn for the Weekend» 15. «Fix You» 16. «Heroes» (cover de David Bowie) 17. «Viva la vida» 18. «Adventure of a Lifetime» 19. «Kaleidoscope»(interludio instrumental) 20. «Don´t Panic» 21. «Maa Tujhe Salaam» (cover de A. R. Rahman interpretada con el mismo) 22. «Vande Mataram» (cover anónimo interpretada con A. R. Rahman) Encore: 1. «A Sky Full of Stars» 2. «Up&Up» 3. «O (Fly On)» (Créditos finales) Notas - Previo al inicio del concierto se escuchó la canción O mio babbino caro de Maria Callas, tras ello se mostraba el saludo de los fanáticos de cada país visitado con anterioridad. - Para este concierto no se usaron las Xylobands. |

| Repertorio de Oceanía (2016) |
| --- |
| Repertorio principal: 1. «Color Spectrum» (introducción instrumental - contiene el speech final de Charles Chaplin en la película "El Gran Dictador") 2. «A Head Full of Dreams» 3. «Yellow» 4. «Every Teardrop Is a Waterfall» 5. «The Scientist» 6. «Birds» (Con Intro de «Oceans») 7. «Paradise» (Con Remix Final) 8. «Always in My Head» 9. «Magic» 10. «Everglow» 11. «Clocks» 12. «Midnight» (Parcial) 13. «Charlie Brown» 14. «Hymn for the Weekend» 15. «Fix You» 16. «Heroes» (cover de David Bowie) 17. «Viva la vida» 18. «Adventure of a Lifetime» 19. «Kaleidoscope»(interludio instrumental) 20. «Variable» (aleatoria - canción acústica distinta en cada país) 21. «Request» (canción elegida por la audiencia en cada país, se tocaba en formato acústico) Encore: 1. «Amazing Day» 2. «A Sky Full of Stars» 3. «Up&Up» 4. «O (Fly On)» (Créditos finales) Notas - Previo al inicio de cada concierto se escuchaba la canción O mio babbino caro de Maria Callas, tras ello se mostraba el saludo de los fanáticos de cada país visitado con anterioridad. - Durante el concierto en el Mount Smart Stadium de Auckland, la banda interpretó «In My Place» y «Four Seasons in One Day» (cover de Crowded House) como canciones variables. El tema elegido por la audiencia en la primera fecha fue «Green Eyes». - Durante el concierto en el Suncorp Stadium de Brisbane, la banda interpretó «Don´t Panic» y «Till Kingdom Come» como canciones variables. El tema elegido por la audiencia en la primera fecha fue «Shiver». - Durante el primer concierto en el Etihad Stadium de Melbourne, la banda interpretó «In My Place» e «Imagine» (cover de John Lennon) como canciones variables. El tema elegido por la audiencia en la primera fecha fue «Us Against the World». - Durante el segundo concierto en el Etihad Stadium de Melbourne, la banda interpretó «Princess of China» en lugar de «Magic» además «In My Place», «Don´t Panic» y «Green Eyes» fueron canciones variables. El tema elegido por Phil Harvey fue «Swallowed in The Sea». - Durante el primer concierto en el Allianz Stadium de Sídney, la banda interpretó «Princess of China» en lugar de «Magic», también cambio el final del concierto tocando el tema navideño «Christmas Lights» en vez de «Amazing Day», además «Green Eyes» fue la canción variable. El tema elegido por la audiencia fue «In My Place». - Durante el segundo concierto en el Allianz Stadium de Sídney, la banda interpretó «In My Place» y «Christmas With The Kangaroos» como canciones variables. El tema elegido por la audiencia fue «Till Kingdom Come». - Durante todo el trayecto por Oceanía, se volvieron a repartir las Xylobands a todo asistente a los conciertos. Junto a ello se otorgaba un pin con la palabra «Love» grabada. Tras finalizar el show cada fanático podía decidir entre reciclar la Xyloband o llevársela como recuerdo. - Cada Xyloband encendía su luz interna según el ritmo de algunas canciones, algunos temas no interactuaban con las Xylobands (las canciones acústicas), sin embargo en otras como «Charlie Brown», «Fix You», «Paradise», «A Head Full of Dreams», «A Sy Full of Stars» mostraban todo su esplendor. |

| Repertorio de Asia (2017) |
| --- |
| Repertorio principal: 1. «Color Spectrum» (introducción instrumental - contiene el speech final de Charles Chaplin en la película "El Gran Dictador") 2. «A Head Full of Dreams» 3. «Yellow» 4. «Every Teardrop Is a Waterfall» 5. «The Scientist» 6. «Birds» (Con Intro de «Oceans») 7. «Paradise» (Con Remix Final) 8. «Always in My Head» 9. «Magic» 10. «Everglow» 11. «Clocks» 12. «Midnight» (Parcial) 13. «Charlie Brown» 14. «Hymn for the Weekend» 15. «Fix You» 16. «Heroes» (cover de David Bowie) 17. «Viva la vida» 18. «Adventure of a Lifetime» 19. «Kaleidoscope»(interludio instrumental) 20. «Variable» (aleatoria - canción acústica distinta en cada país) 21. «Request» (canción elegida por la audiencia en cada país, se tocaba en formato acústico) Encore: 1. «Something Just Like This» 2. «A Sky Full of Stars» 3. «Up&Up» 4. «O (Fly On)» (Créditos finales) Notas - Previo al inicio de cada concierto se escuchaba la canción O mio babbino caro de Maria Callas, tras ello se mostraba el saludo de los fanáticos de cada país visitado con anterioridad. - Durante el primer concierto en el Estadio Nacional de Singapur, la banda interpretó «Don´t Panic» como la canción variable y se interpretó por última vez la canción «Amazing Day». El tema elegido por la audiencia en la primera fecha fue «Till Kingdom Come». - Durante el segundo concierto en el Estadio Nacional de Singapur, la banda interpretó «Princess of China» en lugar de «Magic» además «Don´t Panic» volvió a ser la canción variable. El tema elegido por la audiencia en la segunda fecha fue «In My Place». - Durante el concierto en el MOAA Grounds de Manila, la banda interpretó «Don´t Panic» e «In My Place» las canciones variables además de una «Manila Song» improvisada por Chris Martin. El tema elegido por la audiencia fue «Ink». - Durante el concierto en el Rajamangala Stadium de Bangkok, la banda interpretó «Princess of China» en lugar de «Magic», además «In My Place» fue la canción variable. El tema elegido por la audiencia fue «Till Kingdom Come». - Durante el concierto en el HSR Taoyuan Station Plaza de Taipéi, la banda omitió la canción «Everglow», además «In My Place» y «Don´t Panic» fueron las canciones Variables también se le cantó una versión en mandarín de «Feliz Cumpleaños» a Guy Berryman. El tema elegido por la audiencia fue «Till Kingdom Come». - Durante el primer concierto en el Estadio Olímpico de Seúl, la banda interpretó «Don´t Panic» e «In My Place» como las canciones variables. El tema elegido por la audiencia en la primera fecha fue «God Put a Smile Upon Your Face». - Durante el segundo concierto en el Estadio Olímpico de Seúl, la banda volvió a interpretar «Don´t Panic» e «In My Place» como las canciones variables además tocaron «Princess of China» antes de «Everglow». El tema elegido por la audiencia en la segunda fecha fue «Warning Sign». - Durante el concierto en el Domo de Tokio, la banda interpretó por primera vez la canción «All I Can Think About Is You», además «Till Kingdom Come» y «Don´t Panic» fueron las canciones variables. El tema elegido por la audiencia en la segunda fecha fue «In My Place». El concierto se grabó para un futuro álbum en vivo. - Durante todo el trayecto por Asia, se volvieron a repartir las Xylobands a todo asistente a los conciertos. Junto a ello se otorgaba un pin con la palabra «Love» grabada. Tras finalizar el show, cada fanático podía decidir entre reciclar la Xyloband o llevársela como recuerdo. - Cada Xyloband encendía su luz interna según el ritmo de algunas canciones, algunos temas no interactuaban con las Xylobands (las canciones acústicas), sin embargo en otras como «Charlie Brown», «Fix You», «Paradise», «A Head Full of Dreams», «A Sy Full of Stars» mostraban todo su esplendor. |

| Repertorio de Europa - Segunda Etapa (2017) |
| --- |
| Repertorio principal: 1. «Color Spectrum» (introducción instrumental - contiene el discurso final de Charles Chaplin en la película "El Gran Dictador") 2. «A Head Full of Dreams» 3. «Yellow» 4. «Every Teardrop Is a Waterfall» 5. «The Scientist» 6. «God Put a Smile upon Your Face» 7. «Paradise» 8. «Always in my Head» 9. «Magic» 10. «Princess of China» 11. «Everglow» 12. «Clocks» 13. «Midnight» (Parcial) 14. «Charlie Brown» 15. «Hymn for the Weekend» 16. «Fix You» 17. «Viva la vida» 18. «Adventure of a Lifetime» 19. «Kaleidoscope»(interludio instrumental) 20. «Variable» (Aleatoria - Canción acústica distinta en cada país) 21. «Request» (Canción elegida por la audiencia en cada país, se tocaba en formato acústico) Encore: 1. «Something Just Like This» 2. «A Sky Full of Stars» 3. «Up&Up» 4. «O (Fly On)» (Créditos finales) Notas - Previo al inicio de cada concierto se escuchaba la canción O mio babbino caro de Maria Callas, tras ello se mostraba el saludo de los fanáticos de cada país visitado con anterioridad incluidos los de Latinoamérica. - Durante el concierto en el Olympiastadium de Múnich, la banda interpretó «Birds» en lugar de «God Put a Smile upon Your Face» y se omitió la interpretación de «Princess of China», además «In My Place» y «Don´t Panic» fueron las canciones variables. El tema elegido por la audiencia fue «Green Eyes». - Durante el concierto en el Parc Olympique Lyonnais de Lyon se omitió la interpretación de «Princess of China», además «Don´t Panic» fue la canción variable. El tema elegido por la audiencia fue «In My Place». - Durante el concierto en el Ernst Happel Stadium de Viena la banda interpretó «In My Place» como la canción variable y se añadió «Amazing Day» antes de «Something Just Like This». El tema elegido por la audiencia fue «Don´t Panic». - Durante el concierto en el Leipzig Arena de Leipzig la banda interpretó «Birds» en lugar de «God Put a Smile upon Your Face», además «In My Place» y «Don´t Panic» fueron las canciones variables. El tema elegido por la audiencia fue «Us Against The World». - Durante el concierto en el HDI-Arena de Hannover la banda interpretó «Don´t Panic» y «Us Against The World» fueron las canciones Variables. El tema elegido por la audiencia fue «In My Place». - Durante el concierto en el PGE Narodowy de Varsovia la banda interpretó «Birds» en lugar de «God Put a Smile upon Your Face», además «In My Place» y «Don´t Panic» fueron las canciones Variables. El tema elegido por la audiencia fue «Us Against The World». - Durante el primer concierto en el King Baudouin Stadium de Bruselas la banda interpretó «Birds» en lugar de «God Put a Smile upon Your Face», además «Don´t Panic» y «Formidable» (Versión de Stromae) fueron las canciones Variables. El tema elegido por la audiencia fue «In My Place». - Durante el segundo concierto en el King Baudouin Stadium de Bruselas la banda interpretó «Violet Hill» en lugar de «Princess of China», además «Don´t Panic» e «In My Place» fueron las canciones variables. El tema elegido por la audiencia fue «Us Against The World». - En la Segunda Etapa de Conciertos en Europa se entregaba una Xyloband a cada asistente del concierto junto a ello a «Lovebutton» y una serie de artículos y suvenires de la banda. Tras finalizar el show, cada fanático podía decidir entre reciclar la Xyloband o llevársela como recuerdo. - Cada Xyloband encendía su luz interna según el ritmo de algunas canciones, algunos temas no interactuaban con las Xylobands (las canciones acústicas), sin embargo en otras como «Charlie Brown», «Fix You», «Paradise», «A Head Full of Dreams», «A Sky Full of Stars» mostraban todo su esplendor. Además se les añadió sonido. |

## Fechas
| Día                      | Ciudad             | País                   | Lugar                           | Tickets                      | Ingresos      |
| Latinoamérica            | Latinoamérica      | Latinoamérica          | Latinoamérica                   | Latinoamérica                | Latinoamérica |
| ------------------------ | ------------------ | ---------------------- | ------------------------------- | ---------------------------- | ------------- |
| 31 de marzo de 2016      | La Plata           | Argentina              | Estadio Único de La Plata       | 97,069 / 97,069              | $5,619,890    |
| 1 de abril de 2016       | La Plata           | Argentina              | Estadio Único de La Plata       | 97,069 / 97,069              | $5,619,890    |
| 3 de abril de 2016       | Santiago           | Chile                  | Estadio Nacional de Chile       | 60,787 / 60,787              | $4,539,380    |
| 5 de abril de 2016       | Lima               | Perú                   | Estadio Nacional del Perú       | 43,720 / 43,720              | $4,828,810    |
| 7 de abril de 2016       | São Paulo          | Brasil                 | Allianz Parque                  | 46,563 / 46,563              | $4,093,280    |
| 10 de abril de 2016      | Río de Janeiro     | Brasil                 | Estadio de Maracaná             | 59,669 / 59,669              | $4,645,550    |
| 13 de abril de 2016      | Bogotá             | Colombia               | Estadio El Campín               | 40,376 / 40,376              | $4,992,820    |
| 15 de abril de 2016      | Ciudad de México   | México                 | Foro Sol                        | 195,192 / 195,192            | $11,231,300   |
| 16 de abril de 2016      | Ciudad de México   | México                 | Foro Sol                        | 195,192 / 195,192            | $11,231,300   |
| 17 de abril de 2016      | Ciudad de México   | México                 | Foro Sol                        | 195,192 / 195,192            | $11,231,300   |
| Europa                   |                    |                        |                                 |                              |               |
| 24 de mayo de 2016       | Niza               | Francia                | Stade Charles-Ehrmann           | 53,566 / 53,566              | $3,367,270    |
| 26 de mayo de 2016       | Barcelona          | España                 | Estadio Olímpico Lluís Companys | 111,261 / 111,261            | $9,734,130    |
| 27 de mayo de 2016       | Barcelona          | España                 | Estadio Olímpico Lluís Companys | 111,261 / 111,261            | $9,734,130    |
| 29 de mayo de 2016       | Exeter             | Reino Unido            | Powderham Castle                | Festival                     | Festival      |
| 1 de junio de 2016       | Gelsenkirchen      | Alemania               | Veltins-Arena                   | 55,048 / 55,048              | $4,650,320    |
| 4 de junio de 2016       | Mánchester         | Reino Unido            | Estadio Ciudad de Mánchester    | 109,492 / 109,492            | $10,676,300   |
| 5 de junio de 2016       | Mánchester         | Reino Unido            | Estadio Ciudad de Mánchester    | 109,492 / 109,492            | $10,676,300   |
| 7 de junio de 2016       | Glasgow            | Reino Unido            | Hampden Park                    | 48,526 / 48,526              | $4,547,280    |
| 11 de junio de 2016      | Zúrich             | Suiza                  | Letzigrund                      | 89,254 / 89,254              | $11,808,300   |
| 12 de junio de 2016      | Zúrich             | Suiza                  | Letzigrund                      | 89,254 / 89,254              | $11,808,300   |
| 15 de junio de 2016      | Londres            | Reino Unido            | Estadio de Wembley              | 303,985 / 303,985            | $28,810,200   |
| 16 de junio de 2016      | Londres            | Reino Unido            | Estadio de Wembley              | 303,985 / 303,985            | $28,810,200   |
| 18 de junio de 2016      | Londres            | Reino Unido            | Estadio de Wembley              | 303,985 / 303,985            | $28,810,200   |
| 19 de junio de 2016      | Londres            | Reino Unido            | Estadio de Wembley              | 303,985 / 303,985            | $28,810,200   |
| 23 de junio de 2016      | Ámsterdam          | Países Bajos           | Amsterdam Arena                 | 104,511 / 104,511            | $8,759,000    |
| 24 de junio de 2016      | Ámsterdam          | Países Bajos           | Amsterdam Arena                 | 104,511 / 104,511            | $8,759,000    |
| 26 de junio de 2016      | Pilton             | Reino Unido            | Worthy Farm                     | Festival                     | Festival      |
| 28 de junio de 2016      | Londres            | Reino Unido            | Palacio de Kensington           | Festival                     | Festival      |
| 29 de junio de 2016      | Berlín             | Alemania               | Estadio Olímpico de Berlín      | 68,047 / 68,047              | $5,540,960    |
| 1 de julio de 2016       | Hamburgo           | Alemania               | Imtech Arena                    | 43,860 / 43,860              | $3,808,980    |
| 3 de julio de 2016       | Estocolmo          | Suecia                 | Friends Arena                   | 53,575 / 53,575              | $3,970,140    |
| 5 de julio de 2016       | Copenhague         | Dinamarca              | Parken Stadion                  | 144,475 / 144,475            | $9,182,590    |
| 6 de julio de 2016       | Copenhague         | Dinamarca              | Parken Stadion                  | 144,475 / 144,475            | $9,182,590    |
| Norteamérica             |                    |                        |                                 |                              |               |
| 16 de julio de 2016      | East Rutherford    | Estados Unidos         | MetLife Stadium                 | 100,763 / 100,763            | $10,749,394   |
| 17 de julio de 2016      | East Rutherford    | Estados Unidos         | MetLife Stadium                 | 100,763 / 100,763            | $10,749,394   |
| 20 de julio de 2016      | Indianápolis       | Estados Unidos         | Bankers Life Fieldhouse         | 12,667 / 12,667              | $1,460,006    |
| 21 de julio de 2016      | Saint Louis        | Estados Unidos         | Scottrade Center                | 13,960 / 13,960              | $1,547,633    |
| 23 de julio de 2016      | Chicago            | Estados Unidos         | Soldier Field                   | 95,323 / 95,323              | $10,215,572   |
| 24 de julio de 2016      | Chicago            | Estados Unidos         | Soldier Field                   | 95,323 / 95,323              | $10,215,572   |
| 27 de julio de 2016      | Louisville         | Estados Unidos         | KFC Yum! Center                 | 13,755 / 13,755              | $1,520,726    |
| 28 de julio de 2016      | Columbus           | Estados Unidos         | Nationwide Arena                | 15,530 / 15,530              | $1,933,346    |
| 30 de julio de 2016      | Foxborough         | Estados Unidos         | Gillette Stadium                | 54,952 / 54,952              | $6,530,260    |
| 1 de agosto de 2016      | Búfalo             | Estados Unidos         | First Niagara Center            | 15,100 / 15,100              | $1,878,324    |
| 3 de agosto de 2016      | Auburn Hills       | Estados Unidos         | The Palace of Auburn Hills      | 15,436 / 15,436              | $1,731,667    |
| 4 de agosto de 2016      | Pittsburgh         | Estados Unidos         | Consol Energy Center            | 14,360 / 14,360              | $1,614,917    |
| 6 de agosto de 2016      | Filadelfia         | Estados Unidos         | Lincoln Financial Field         | 54,497 / 54,497              | $5,530,866    |
| 20 de agosto de 2016     | Pasadena           | Estados Unidos         | Rose Bowl Stadium               | 120,062 / 120,062            | $10,914,898   |
| 21 de agosto de 2016     | Pasadena           | Estados Unidos         | Rose Bowl Stadium               | 120,062 / 120,062            | $10,914,898   |
| 23 de agosto de 2016     | Glendale           | Estados Unidos         | Gila River Arena                | 14,427 / 14,427              | $1,776,867    |
| 25 de agosto de 2016     | Tulsa              | Estados Unidos         | BOK Center                      | 13,234 / 13,234              | $1,578,961    |
| 27 de agosto de 2016     | Arlington          | Estados Unidos         | AT&T Stadium                    | 52,538 / 52,538              | $5,679,031    |
| 29 de agosto de 2016     | Denver             | Estados Unidos         | Pepsi Center                    | 15,664 / 15,664              | $1,902,639    |
| 31 de agosto de 2016     | Salt Lake City     | Estados Unidos         | Vivint Smart Home Arena         | 15,645 / 15,645              | $1,871,968    |
| 1 de septiembre de 2016  | Las Vegas          | Estados Unidos         | T-Mobile Arena                  | 15,898 / 15,898              | $2,124,032    |
| 3 de septiembre de 2016  | Santa Clara        | Estados Unidos         | Levi's Stadium                  | 52,404 / 52,404              | $5,990,660    |
| 4 de septiembre de 2016  | Filadelfia         | Estados Unidos         | Benjamin Franklin Parkway       | Festival                     | Festival      |
| Europa                   |                    |                        |                                 |                              |               |
| 11 de noviembre de 2016  | Londres            | Reino Unido            | London Palladium                | Festival                     | Festival      |
| Asia                     |                    |                        |                                 |                              |               |
| 19 de noviembre de 2016  | Bombay             | India                  | MMRDA Grounds                   | Festival                     | Festival      |
| Oceanía                  |                    |                        |                                 |                              |               |
| 3 de diciembre de 2016   | Auckland           | Nueva Zelanda          | Mount Smart Stadium             | 39,644 / 39,644              | $3,752,610    |
| 6 de diciembre de 2016   | Brisbane           | Australia              | Suncorp Stadium                 | 49,604 / 49,604              | $4,723,300    |
| 9 de diciembre de 2016   | Melbourne          | Australia              | Etihad Stadium                  | 103,482 / 103,482            | $8,920,530    |
| 10 de diciembre de 2016  | Melbourne          | Australia              | Etihad Stadium                  | 103,482 / 103,482            | $8,920,530    |
| 13 de diciembre de 2016  | Sídney             | Australia              | Allianz Stadium                 | 97,356 / 97,356              | $8,813,130    |
| 14 de diciembre de 2016  | Sídney             | Australia              | Allianz Stadium                 | 97,356 / 97,356              | $8,813,130    |
| Asia                     |                    |                        |                                 |                              |               |
| 31 de diciembre de 2016  | Abu Dabi           | Emiratos Árabes Unidos | Du Arena                        | 31,285 / 31,285              | $4,301,291    |
| 31 de marzo de 2017      | Ciudad de Singapur | Singapur               | Estadio Nacional de Singapur    | 102,508 / 102,508            | $12,517,500   |
| 1 de abril de 2017       | Ciudad de Singapur | Singapur               | Estadio Nacional de Singapur    | 102,508 / 102,508            | $12,517,500   |
| 4 de abril de 2017       | Manila             | Filipinas              | Mall of Asia Arena              | 34,813 / 34,813              | $7,189,520    |
| 7 de abril de 2017       | Bangkok            | Tailandia              | Estadio Rajamangala             | 62,068 / 62,068              | $8,133,360    |
| 11 de abril de 2017      | Taipéi             | Taiwán                 | THSR Taoyuan Station            | 72,212 / 72,212              | $11,821,800   |
| 12 de abril de 2017      | Taipéi             | Taiwán                 | THSR Taoyuan Station            | 72,212 / 72,212              | $11,821,800   |
| 15 de abril de 2017      | Seúl               | Corea del Sur          | Estadio Olímpico de Seúl        | 99,837 / 99,837              | $10,132,000   |
| 16 de abril de 2017      | Seúl               | Corea del Sur          | Estadio Olímpico de Seúl        | 99,837 / 99,837              | $10,132,000   |
| 19 de abril de 2017      | Tokio              | Japón                  | Tokyo Dome                      | 42,817 / 42,817              | $6,513,740    |
| Europa                   |                    |                        |                                 |                              |               |
| 4 de junio de 2017       | Mánchester         | Reino Unido            | Emirates Old Trafford           | Festival                     | Festival      |
| 6 de junio de 2017       | Múnich             | Alemania               | Múnich Olympiastadium           | 62,548 / 62,548              | $6,044,640    |
| 8 de junio de 2017       | Lyon               | Francia                | Parc Olympique Lyonnais         | 50,901 / 50,901              | $4,051,740    |
| 11 de junio de 2017      | Viena              | Austria                | Estadio Ernst Happel            | 56,246 / 56,246              | $5,597,950    |
| 14 de junio de 2017      | Leipzig            | Alemania               | Leipzig Arena                   | 47,233 / 47,233              | $4,471,280    |
| 16 de junio de 2017      | Hannover           | Alemania               | HDI-Arena                       | 46,223 / 46,223              | $4,670,110    |
| 18 de junio de 2017      | Varsovia           | Polonia                | PGE Narodowy                    | 57,615 / 57,615              | $3,827,680    |
| 21 de junio de 2017      | Bruselas           | Bélgica                | Estadio Rey Balduino            | 100,489 / 100,489            | $8,686,710    |
| 22 de junio de 2017      | Bruselas           | Bélgica                | Estadio Rey Balduino            | 100,489 / 100,489            | $8,686,710    |
| 25 de junio de 2017      | Gotemburgo         | Suecia                 | Estadio Ullevi                  | 128,981 / 128,981            | $9,399,310    |
| 26 de junio de 2017      | Gotemburgo         | Suecia                 | Estadio Ullevi                  | 128,981 / 128,981            | $9,399,310    |
| 30 de junio de 2017      | Frankfurt          | Alemania               | Commerzbank-Arena               | 87,833 / 87,833              | $9,018,910    |
| 1 de julio de 2017       | Frankfurt          | Alemania               | Commerzbank-Arena               | 87,833 / 87,833              | $9,018,910    |
| 3 de julio de 2017       | Milán              | Italia                 | San Siro                        | 117,307 / 117,307            | $8,613,840    |
| 4 de julio de 2017       | Milán              | Italia                 | San Siro                        | 117,307 / 117,307            | $8,613,840    |
| 6 de julio de 2017       | Hamburgo           | Alemania               | O2 World Hamburgo               | Festival                     | Festival      |
| 8 de julio de 2017       | Dublín             | Irlanda                | Croke Park                      | 80,398 / 80,398              | $8,970,100    |
| 11 de julio de 2017      | Cardiff            | Reino Unido            | Principality Stadium            | 122,851 / 122,851            | $11,685,000   |
| 12 de julio de 2017      | Cardiff            | Reino Unido            | Principality Stadium            | 122,851 / 122,851            | $11,685,000   |
| 15 de julio de 2017      | París              | Francia                | Estadio de Francia              | 235,611 / 235,611            | $19,884,200   |
| 16 de julio de 2017      | París              | Francia                | Estadio de Francia              | 235,611 / 235,611            | $19,884,200   |
| 18 de julio de 2017      | París              | Francia                | Estadio de Francia              | 235,611 / 235,611            | $19,884,200   |
| Norteamérica             |                    |                        |                                 |                              |               |
| 1 de agosto de 2017      | East Rutherford    | Estados Unidos         | MetLife Stadium                 | 54,501 / 54,501              | $7,861,460    |
| 4 de agosto de 2017      | Foxborough         | Estados Unidos         | Gillette Stadium                | 52,188 / 52,188              | $6,263,906    |
| 6 de agosto de 2017      | Landover           | Estados Unidos         | FedExField                      | 48,380 / 48,380              | $4,823,333    |
| 8 de agosto de 2017      | Montreal           | Canadá                 | Centre Bell                     | 35,731 / 35,731              | $3,967,516    |
| 9 de agosto de 2017      | Montreal           | Canadá                 | Centre Bell                     | 35,731 / 35,731              | $3,967,516    |
| 12 de agosto de 2017     | Minneapolis        | Estados Unidos         | U.S. Bank Stadium               | 47,472 / 47,472              | $4,325,230    |
| 14 de agosto de 2017     | Omaha              | Estados Unidos         | CenturyLink Center Omaha        | 13,009 / 13,009              | $1,434,880    |
| 15 de agosto de 2017     | Kansas City        | Estados Unidos         | Sprint Center                   | 12,971 / 12,971              | $1,736,224    |
| 17 de agosto de 2017     | Chicago            | Estados Unidos         | Soldier Field                   | 52,726 / 52,726              | $6,026,402    |
| 19 de agosto de 2017     | Cleveland          | Estados Unidos         | Quicken Loans Arena             | 15,963 / 15,963              | $2,302,868    |
| 21 de agosto de 2017     | Toronto            | Canadá                 | Rogers Centre                   | 94,857 / 94,857              | $8,655,294    |
| 22 de agosto de 2017     | Toronto            | Canadá                 | Rogers Centre                   | 94,857 / 94,857              | $8,655,294    |
| 28 de agosto de 2017     | Miami              | Estados Unidos         | Hard Rock Stadium               | 47,866 / 47,866              | $6,446,966    |
| 22 de septiembre de 2017 | Las Vegas          | Estados Unidos         | T-Mobile Arena                  | 27,437 / 28,629              | Festival      |
| 23 de septiembre de 2017 | Seattle            | Estados Unidos         | CenturyLink Field               | 49,031 / 49,031              | $5,181,106    |
| 26 de septiembre de 2017 | Edmonton           | Canadá                 | Rogers Place                    | 27,940 / 27,940              | $3,003,657    |
| 27 de septiembre de 2017 | Edmonton           | Canadá                 | Rogers Place                    | 27,940 / 27,940              | $3,003,657    |
| 29 de septiembre de 2017 | Vancouver          | Canadá                 | BC Place                        | 43,896 / 43,896              | $5,015,505    |
| 2 de octubre de 2017     | Portland           | Estados Unidos         | Moda Center                     | 14,965 / 14,965              | $2,121,648    |
| 4 de octubre de 2017     | Santa Clara        | Estados Unidos         | Levi's Stadium                  | 48,341 / 48,341              | $5,265,835    |
| 6 de octubre de 2017     | Pasadena           | Estados Unidos         | Rose Bowl                       | 64,442 / 64,442              | $6,051,529    |
| 8 de octubre de 2017     | San Diego          | Estados Unidos         | Qualcomm Stadium                | 54,279 / 54,279              | $5,955,986    |
| Latinoamérica            |                    |                        |                                 |                              |               |
| 7 de noviembre de 2017   | São Paulo          | Brasil                 | Allianz Parque                  | 96,549 / 96,549              | $10,456,435   |
| 8 de noviembre de 2017   | São Paulo          | Brasil                 | Allianz Parque                  | 96,549 / 96,549              | $10,456,435   |
| 11 de noviembre de 2017  | Porto Alegre       | Brasil                 | Arena do Grêmio                 | 50,229 / 50,229              | $5,910,139    |
| 14 de noviembre de 2017  | La Plata           | Argentina              | Estadio Único de La Plata       | 98,197 / 98,197              | $7,589,239    |
| 15 de noviembre de 2017  | La Plata           | Argentina              | Estadio Único de La Plata       | 98,197 / 98,197              | $7,589,239    |
| Total                    | Total              | Total                  | Total                           | 5,389,586 / 5,389,586 (100%) | $523,033,675  |

### Conciertos cancelados
| Día                  | Ciudad  | País           | Recinto     | Motivo         |
| -------------------- | ------- | -------------- | ----------- | -------------- |
| 25 de agosto de 2017 | Houston | Estados Unidos | NRG Stadium | Huracán Harvey |